# 太地站
太地站（日语：／ Taiji eki */?）是位於和歌山縣東牟婁郡太地町大字森浦，西日本旅客鐵道（JR西日本）的紀勢本線（紀國線）車站。事務管號碼為▲622047
車站為太地町的中心車站，所有特急列車均停此站。

## 歷史
- 1935年（昭和10年）7月18日 - 國鐵紀勢中線紀伊勝浦站至下里站開通，此站啟用[1]。
- 1940年（昭和15年）8月8日 - 江住站至串本站之間開通，同時路線改名為紀勢西線[1]。
- 1959年（昭和34年）7月15日 - 三木里站至新鹿站之間開通，同時路線改名為紀勢本線[1]。
- 1985年（昭和60年）3月14日 - 成為無人車站。部分特急「黑潮」停此站。
- 1987年（昭和62年）4月1日 - 伴隨國鐵分割民營化，車站由西日本旅客鐵道（JR西日本）營運[1]。
- 1996年（平成8年） - 月台上的鯨魚壁畫完成。
- 2014年（平成26年）3月15日 - 時間表修正後，所有特急列車均停此站[3]。
- 2016年（平成28年）12月17日 - 車站可以使用「ICOCA」智能卡[4]。

## 車站構造
車站設有1面1線的單式月台，月台位於路軌東邊（新宮方向的列車會開啟右門），為地上車站。月台建於路堤上，車站大樓位於較低的位置，兩者設有樓梯連接。在月台牆上繪畫了太地捕鯨的畫作，以表示太地町是捕鯨之町。畫作在1996年（平成8年）完成。
車站由新宮站管理的無人車站。同時委托太地町作日常管理。車站大樓使用混凝土建成，為一座平房。在2001年，在車站旁由太地町建設了一座廁所。車站大樓內的事務室部分是社會福祉法人高瀨會的「高瀨會高齡者居宅介護JR太地站支援中心」，日間設有職員在車站事務室當值，但是不會提供售車票服務（中心在2008年〔平成20年〕4月1日轉移）。車站內設有按鈕式自動售票機。該自動售票機可購買1660日圓區間之內的近距離車票，以及自由席特急票。
在2011年（平成23年），為了成為無障礙車站，閘口與月台設置了升降機。
現時南紀黑潮商工會太地分所進駐車站大樓，設置太地町觀光資訊處。觀光資訊處設有可上網的電腦，以及可租單車。

## 使用狀況
以下列出近年1日平均乘車人次。
| 年度   | 一日平均 乘車人次 |
| ------ | ----------------- |
| 1998年 | 205               |
| 1999年 | 196               |
| 2000年 | 191               |
| 2001年 | 183               |
| 2002年 | 182               |
| 2003年 | 181               |
| 2004年 | 175               |
| 2005年 | 157               |
| 2006年 | 159               |
| 2007年 | 154               |
| 2008年 | 156               |
| 2009年 | 147               |
| 2010年 | 131               |
| 2011年 | 115               |
| 2012年 | 122               |
| 2013年 | 116               |
| 2014年 | 112               |
| 2015年 | 110               |
| 2016年 | 119               |
| 2017年 | 111               |

## 車站周邊
車站的前後都是那智勝浦町，只有此站是在太地町內的位置。
太地町的中心村落位於半島位置，車站是位於太地町中心部分以西處。
車站前面設有數間商店和少許民居，車站附近為森浦灣與森浦村落。森浦於1889年（明治22年）與太地村合併成為森浦村，為一條獨立的村。
設有巴士連接太地町中心地區。
- 太地町營停車場[5]
- 網干之鼻
- 森浦灣 - 構想森浦灣鯨魚之海（日语：森浦湾くじらの海）
- 太地町政廳
- 太地郵局
- 太地町立太地小學
- 太地町立太地中學
- 太地灣
- 太地港
- 世界海豚度假村
- 太地町立鯨魚之博物館（日语：くじらの博物館）（距離車站約2公里[5]）
- 梶取崎
- 燈明崎
- 太地溫泉
- 鯨魚濱公園（日语：くじら浜公園）
- 落合博滿棒球記念館（日语：落合博満野球記念館）

## 巴士路線
太地町町營循環巴士
鯨魚濱、國民宿舍、太地町政廳方向

## 其他
- 松竹電影 (DVD) 「喜劇怪談旅行」（主演：Frankie 堺）以此站為舞台，當時車站還是有人車站時代（新宮電氣化之前）。出現了Kiha82系「黑潮」、Kiha58系和DF50牽引的貨物列車。

## 相鄰車站
西日本旅客鐵道
 紀國線（紀勢本線）
- 特急「黑潮」停車站

湯川－太地－下里

## 注腳
1. 1 2 3 4 5  曾根悟（監修）. 朝日新聞出版分冊百科編集部（編集） , 编. . 朝日百科週刊. 25號 紀勢本線、參宮線、名松線. 朝日新聞出版. 2010-01-10: 18–21.
2. ↑  日本國有鐵道旅客局(1984)『鉄道・航路旅客運賃・料金算出表 昭和59年４月20日現行』。
3. ↑  今春のダイヤ改正　ＪＲ西日本[永久]
4. ↑  和歌山県内の特急 「くろしお」号停車駅で、ICOCAがご利用できるようになります！ （页面存档备份，存于） 西日本旅客鉄道 新聞發布 2016年8月9日
5. 1 2 3 4 5 6 7 8  神徳佳子. . 和歌山步步步（ほほほ）. NPO法人WAC和歌山. 2017-03-17  [2017-09-05]. （原始内容存档于2017-09-05）.
6. ↑  . 社會福祉法人高瀨會.   [2017-09-05]. （原始内容存档于2017-09-05）.
7. 1 2  . 太地町の歴史と文化を探る. 太地町.   [2017-09-05]. （原始内容存档于2017-09-05）.
8. ↑  『和歌山縣統計年鑑』及『和歌山縣公共交通機關等資料集』

## 外部連結
- 太地｜車站資訊：JR出門網 - 西日本旅客鐵道
- 高瀨會高齡者居宅介護JR太地站支援中心（页面存档备份，存于）（日語）